# Arborophila
Arborophila Hodgson, 1837 è un genere di uccelli galliformi della famiglia dei Fasianidi.

## Tassonomia
Il genere comprende le seguenti specie:
- Arborophila torqueola (Valenciennes, 1825) - pernice di collina
- Arborophila rufogularis (Blyth, 1849) - pernice golarossiccia
- Arborophila atrogularis (Blyth, 1849) - pernice guancebianche
- Arborophila crudigularis (Swinhoe, 1864) - pernice di Taiwan
- Arborophila mandellii Hume, 1874 - pernice pettocastano
- Arborophila brunneopectus (Blyth, 1855) - pernice dorsobarrato
- Arborophila rufipectus Boulton, 1932 - pernice del Sichuan
- Arborophila gingica (J.F.Gmelin, 1789) - pernice dal collare
- Arborophila davidi Delacour, 1927 - pernice colloarancio
- Arborophila cambodiana Delacour & Jabouille, 1928 - pernice testacastana
- Arborophila diversa Riley, 1930
- Arborophila campbelli (Robinson, 1904) - pernice di Campbell
- Arborophila rolli (Rothschild, 1909) - pernice di Roll
- Arborophila sumatrana Ogilvie-Grant, 1891 - pernice di Sumatra
- Arborophila orientalis (Horsfield, 1821) - pernice pettogrigio
- Arborophila javanica (J.F.Gmelin, 1789) - pernice panciacastana
- Arborophila rubrirostris (Salvadori, 1879) - pernice beccorosso
- Arborophila hyperythra (Sharpe, 1879) - pernice pettorosso
- Arborophila ardens (Styan, 1892) - pernice di Hainan
- Arborophila charltonii (Eyton, 1845) - pernice collare castano
- Arborophila chloropus (Blyth, 1859) - pernice pettosquamato